# Пенькозаводской (Свердловский район)
Пенькозаводско́й — посёлок в Свердловском районе Орловской области России. Входит в состав Кошелёвского сельского поселения.

## География
Посёлок находится на берегу реки Рыбница, возле впадения в неё притока Пирожково, на расстоянии 9 км к юго-западу от посёлка городского типа Змиёвка, административного центра района, и 40 км к юго-востоку от города Орёл, административного центра области.

### Часовой пояс
Посёлок Пенькозаводской, как и вся Орловская область, находится в часовой зоне МСК (московское время). Смещение применяемого времени относительно UTC составляет +3:00.

## Население
| 2010 |
| ---- |
| 25   |

## Улицы
В посёлке имеется одна улица — Заводская.

## Инфраструктура
В посёлке действовал пеньковый завод.